# Jocelyne Pérard
Jocelyne Pérard, née Jocelyne Tournier à Couternon le 6 juin 1940, est une géographe française. Ses travaux portent sur la climatologie tropicale, avant de se consacrer au lien entre vin et climat dans un contexte de changement climatique. Présidente de l'université de Bourgogne de 1993 à 1998, elle s'est investie politiquement dans le développement culturel du vin à Dijon. Son travail et son engagement sont récompensés par de nombreuses distinctions.

## Biographie

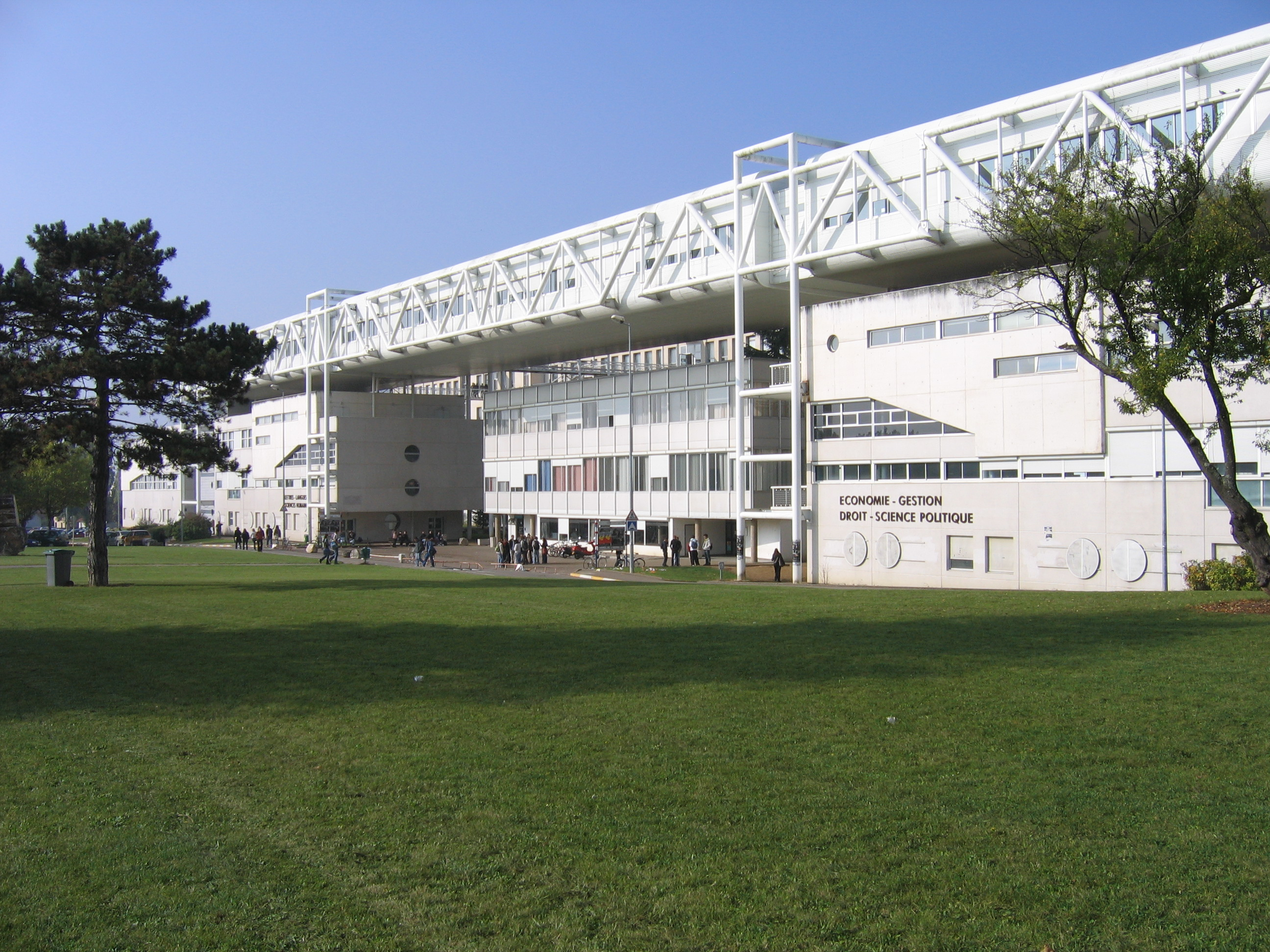
L'université de Bourgogne

Jocelyne Tournier naît en 1940 à Couternon,. Ses parents sont d'origine modeste, sa mère est femme de ménage à l'université de Dijon et ses grands-parents sont paysans, milieu qui est selon elle à l'origine de sa sensibilité au terroir et à la nature. Alors qu'elle souhaite devenir archéologue, n'ayant pas appris le grec, elle se tourne vers la géographie. Elle étudie à l'université de Bourgogne où elle obtient en 1962 le prix de la meilleure étudiante de géographie. En 1963, son diplôme d'études supérieures porte sur la « Commercialisation des produits laitiers dans la région dijonnaise ». Agrégée de géographie, elle part enseigner au lycée à Pointe-à-Pitre, en Guadeloupe, ce qui la conduit à se passionner pour le climat tropical. 
Elle soutient son doctorat en 1984 avec pour sujet « Recherches sur les climats de l'archipel malais : les Philippines » sous la direction du climatologue Pierre Pagney. À l'époque, il n'existe pas de bases de données climatologiques, ce qui la conduit à des terrains difficiles à Manille et à Cotonou pour la réaliser.
C'est avec son directeur de thèse qu'elle est à l'initiative du Centre de Recherche de Climatologie du CNRS de l'université de Bourgogne, très actif en France dans sa discipline, qu'elle dirige un temps,. À la fin de sa carrière, elle est professeure de géographie à l'université de Bourgogne. Elle mentionne avec humour en 2019 que voulant être vigneronne, elle est devenue universitaire, l'université de Dijon possédant un vignoble à Marsannay-la-Côte.
Jocelyne Pérard crée en neuf mois, puis fait homologuer en 2007 la chaire Unesco « Culture et traditions du vin » de l'université de Bourgogne, la quatorzième en France, mais originale au niveau international par l'unicité de son sujet, le vin étant réparti sur tout le globe,,. La chaire étudie toute la chaîne du vin, de la vigne à la dégustation, dans une perspective pluridisciplinaire. Cette chaire permet des échanges universitaires et des collaborations dans le monde entier dans la recherche autour du vin pour diffuser l'ensemble des savoirs académique sur ce thème. Après avoir perdu ce label UNESCO en 2023, elle le retrouve en 2024 sous le titre « Cultures et Traditions Vitivinicoles ».
En 2015, elle est professeure émérite.

## Travaux

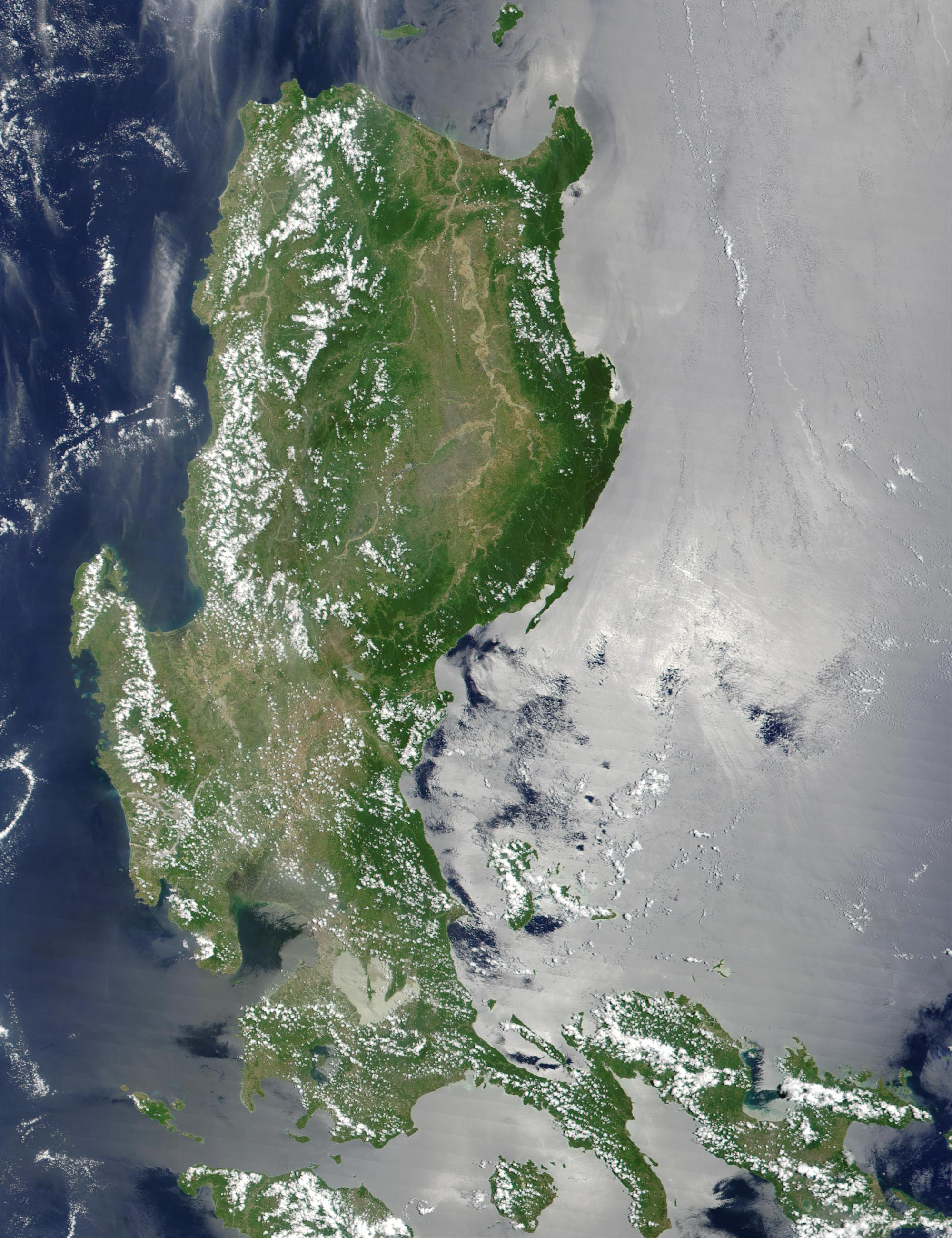
Vue aérienne de Luçon

Les recherches de Jocelyne Pérard portent dans un premier temps sur la climatologie tropicale,. Elle travaille durant sa thèse sur les interactions entre la colonne d'air et l'eau aux Philippines, avec une remontée d'eau sur l'île de Luçon qui conduit à une sécheresse hivernale sur le littoral.
Œnophile, elle s'intéresse ensuite aux conditions climatiques permettant la viticulture, étudiant sa faisabilité dans des pays comme le Viêt Nam où la mousson n'est pas favorable à son développement. Elle se spécialise dans la relation entre vin et climatologie, notamment dans le contexte des changements globaux. Les plantes, dont la vigne, sont un indice d'augmentation des températures. Elle étudie l'évolution de la vigne avec le changement climatique, les modifications à y apporter, dans l'exploitation (arrêt des feux) ou la préservation de l'environnement, par exemple en optimisant le transport. Elle fait remonter les premières mentions d'avancement de la véraison du pinot noir dès 1996. Elle montre que la canicule de 2003 a eu des conséquences positives sur les vendanges avec un excellent millésime. Elle note aussi que ces vendanges ont également eu un impact dans la hiérarchie des appellations, les plus modestes étant devenues d'une meilleure qualité. Ses recherches estiment que jusqu'à 2030, les vendanges pourraient être bonnes mais de quantité plus faible, mais avec une moindre typicité, à condition qu'il n'y ait pas de phénomènes météorologiques exceptionnels comme les sécheresses ou les épisodes de grêle,. Ces derniers entraînent des maladies et des moisissures préjudiciables à la qualité du vin.

## Politique

### Présidence de l'université de Bourgogne
Jocelyne Pérard est élue présidente de l'université de Bourgogne de 1993 à 1998,,. Elle ne souhaitait pas être élue, « Ça s'est fait comme ça ». Elle est, à l'époque, l'une des trois femmes présidentes d'université en France. Son mandat est marqué par les réformes de l'enseignement supérieur, la réforme Bayrou sur les examens et par les changements de politiques des universités régionales,,.

### Investissement dans la vie culturelle dijonnaise

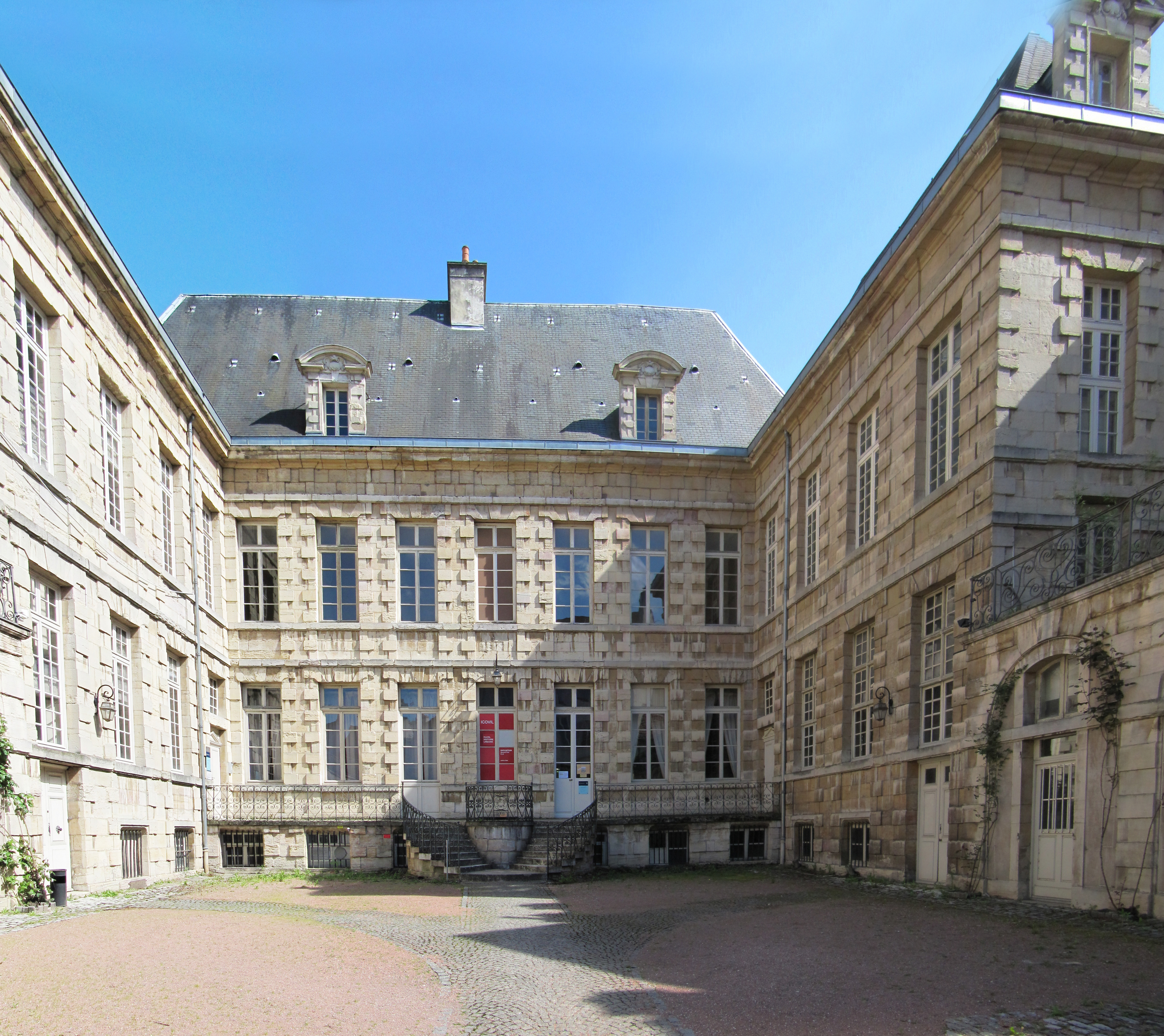
L'hôtel Bouchu d'Esterno à Dijon, siège de l'Organisation internationale de la vigne et du vin

En 2003, elle est vice-présidente du Conseil de l'Université des Nations unies, réseau international d'enseignement supérieur, par exemple sur le vin. C'est dans ce contexte que lui vient l'idée de créer une chaire UNESCO.
En 2006, elle est la première femme à présider une séance de tastevinage.
En 2014, elle dirige le volet scientifique du dossier des climats du vignoble de Bourgogne (en) au patrimoine mondial de l'UNESCO.
En 2017, elle s'implique dans la création de la Cité internationale de la gastronomie et du vin comme co-présidente du projet.
Elle fait partie du groupe de travail sur le changement climatique de l'Organisation internationale de la vigne et du vin. Elle s'implique dans la candidature de Dijon pour le siège de l'Organisation Internationale du Vin,.
Elle fait partie du Comité scientifique et culturel de la Cité du Vin de Bordeaux.

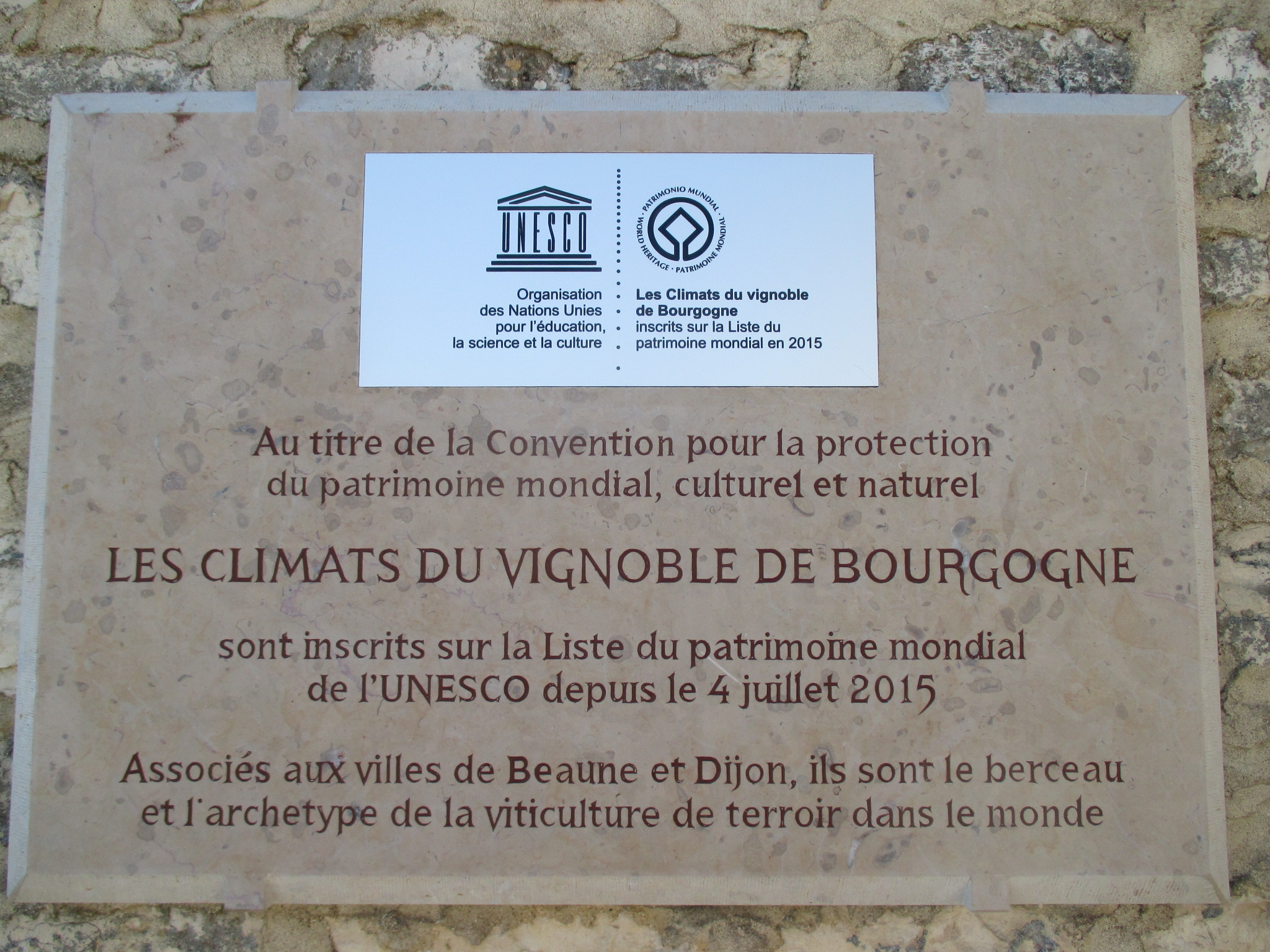
Plaque des « Climats du vignoble de Bourgogne », au Clos de Vougeot

## Distinctions

### Décorations françaises
Le 28 mars 1997, Jocelyne Pérard est nommée au grade de chevalier dans l'ordre national de la Légion d'honneur au titre de « présidente de l'université de Bourgogne ; 35 ans de services civils » puis faite chevalier le 8 juillet 1997. Elle est promue au grade d'officier le 13 juillet 2009 au titre de « historienne, professeure des universités à l'université Paris-Nanterre » puis faite officier le 9 octobre 2009. Elle est promue au grade de commandeur le 15 janvier 2025 au titre de « professeure émérite des universités en géographie, responsable de chaire en culture et traditions du vin dans une université ».
Le 20 novembre 2015, elle est nommée au grade de commandeur dans l'ordre national du Mérite au titre de « professeure émérite des universités en géographie à l'université de Bourgogne ; 51 ans de services ».
Elle est commandeur de l'ordre des Palmes académiques.

### Prix
En 2020, elle reçoit le prix de l'Organisation internationale de la vigne et du vin pour Vin et Gastronomie. Regards croisés.

### Hommages

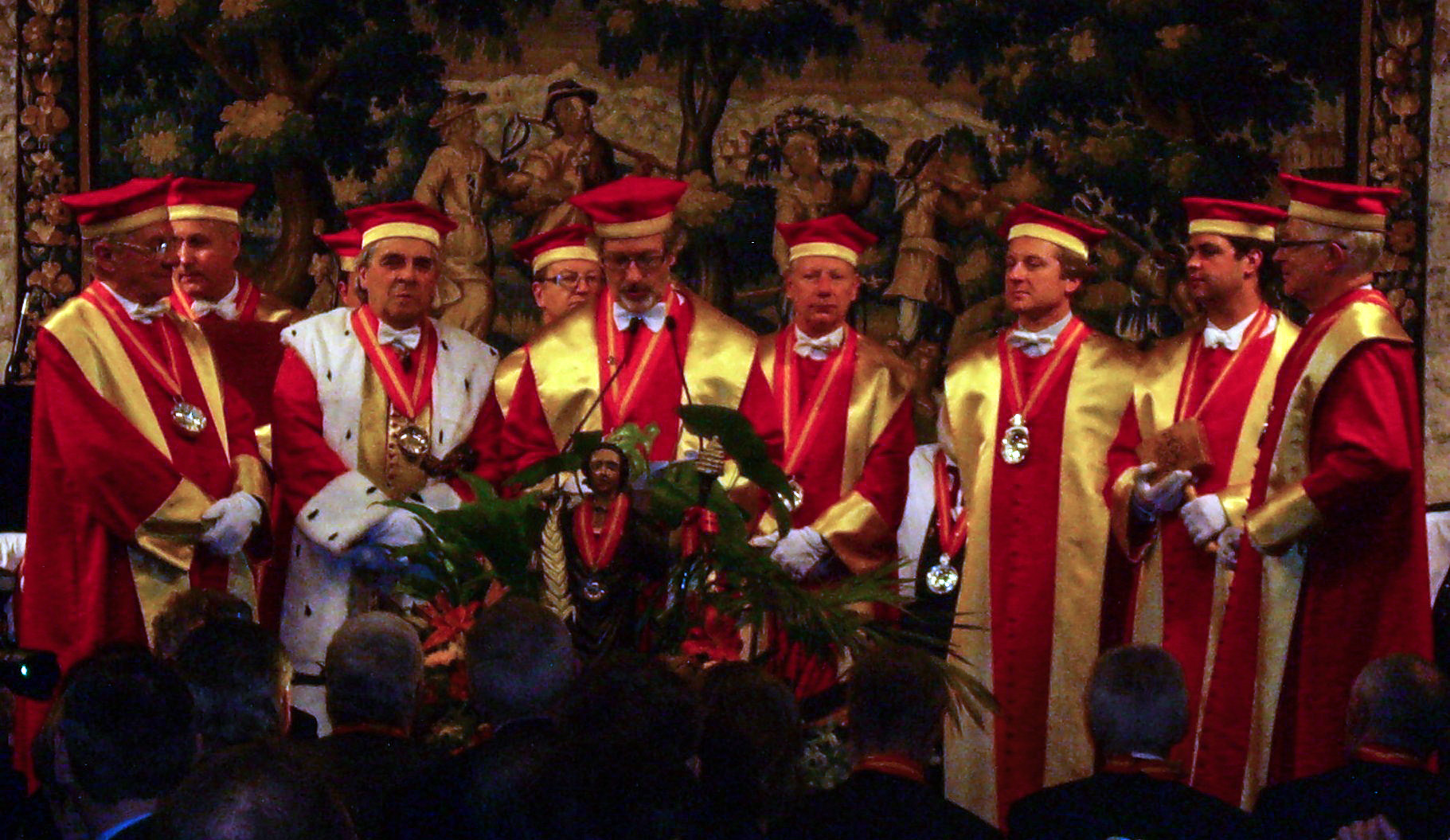
Les chevaliers du Tastevin

Elle est docteur honoris causa de l'université Johannes-Gutenberg de Mayence, titulaire de la médaille d’honneur de la ville de Couternon et commandeur de la Confrérie des chevaliers du Tastevin.

## Publications

### Ouvrages
- Jocelyne Pérard et Olivier Jacquet, Vin et gastronomie : regards croisés, 2019 (ISBN 978-2-36441-307-8 et 2-36441-307-9, OCLC 1104227773).
- Maryvonne Perrot et Jocelyne Pérard, L'homme et l'environnement : histoire des grandes peurs et géographie des catastrophes : Actes du colloque organisé à Dijon du 16 au 18 novembre 2000, Université de Bourgogne, 2003 (ISBN 2-906645-43-5 et 978-2-906645-43-1, OCLC 470415654).
- Jocelyne Pérard et Pierre Escourrou, Climats et climatologie : Volume d'hommage offert au Professeur Pierre Pagney, 1er janvier 1988, 537 p. (ISBN 978-2950276902).
- Gérard Beltrando, Malika Hélène Madelin, Hervé Quenol et Association internationale de climatologie, Les risques liés au temps et au climat actes du colloque d'Epernay, Maison Moët et Chandon, 6-9 septembre 2006, Prodig, cop. 2006 (ISBN 2-901560-70-9 et 978-2-901560-70-8, OCLC 493677707).

### Articles
- D. Yacono et Jocelyne Perard, « Pluviosité et régimes pluviométriques à Sumatra », Bulletin de l'Association de Géographes Français, vol. 55, no 456,‎ 1978, p. 329–338 (DOI 10.3406/bagf.1978.5056, lire en ligne, consulté le 3 novembre 2022).
- Benjamin Bois et Jocelyne Pérard, « Climat et viticulture au Vietnam : évaluation et perspectives », Climatologie, vol. 6,‎ 2009, p. 75–89 (ISSN 1996-3041 et 2413-5380, DOI 10.4267/climatologie.525, lire en ligne, consulté le 3 novembre 2022).
- Jocelyne Pérard, « Remarques sur l'existence probable de remontées d'eau profonde en mer de Chine méridionale, près des côtes de Luçon », Norois, vol. 116, no 1,‎ 1982, p. 519–526 (DOI 10.3406/noroi.1982.4068, lire en ligne, consulté le 3 novembre 2022).
- Martine Tabeaud et Jocelyne Perard, « Pourquoi l’AFDG est-elle trop souvent perçue par les géographes physiciens comme une Association de Développement (voire de Défense) de la Géographie humaine ? », Géographes associés, vol. 11, no 1,‎ 1992, p. 13–14 (DOI 10.3406/geoas.1992.1796, lire en ligne, consulté le 3 novembre 2022).

### Préfaces
- Serge Wolikow, Olivier Jacquet et Jocelyne Pérard (préf. Jocelyne Pérard), Bourgogne(s) Viticole(s) : enjeux et perspectives historiques d'un territoire, 2018 (ISBN 978-2-36441-263-7 et 2-36441-263-3, OCLC 1039711985).
- Olivier Jacquet et Jacques Gautier (préf. Jocelyne Pérard), Quel avenir pour les appellations d'origine ? : histoire de la labellisation des produits des terroirs, 2021 (ISBN 978-2-36441-399-3 et 2-36441-399-0, OCLC 1250315941).